# You Won't Be Alone
You Won't Be Alone este un film de groază de fantezie întunecată din 2022 scris și regizat de Goran Stolevski. Este o coproducție internațională între Australia, Regatul Unit și Serbia, în limba macedoneană, și marchează debutul regizoral al lui Stolevski.
Filmul spune povestea Nevenei, o fată mută din Macedonia secolului al XIX-lea, care este luată dintr-o viață sigură plină de singurătate de vrăjitoarea Maria, care o transformă într-o vrăjitoare schimbătoare de formă înainte de a o părăsi, ceea ce o face pe fata fără nicio idee să exploreze lumea de deasupra pământului pentru prima dată și să învețe despre umanitate, pierdere și dragoste - în timp ce Maria privește furioasă. În rolurile principale interpretează actorii Sara Klimoska, Alice Englert, Carloto Cotta și Noomi Rapace, precum și Anamaria Marinca ca Maria.
You Won't Be Alone a avut premiera la Festivalul de Film Sundance din 2022 în competiția World Cinema Dramatic la 22 ianuarie 2022. Filmul a fost lansat în cinematografe la 1 aprilie 2022 în Statele Unite ale Americii de Focus Features, iar mai târziu pe 22 septembrie în Australia de Madman Films. A primit aprecieri critice și mai târziu a fost selectat ca propunerea Australiei la Premiul Oscar pentru cel mai bun lungmetraj străin, dar nu a fost nominalizat.